# Mezzo mondo
Mezzo mondo è un singolo della cantautrice italiana Emma, pubblicato il 28 aprile 2023 come primo estratto dal settimo album in studio Souvenir.

## Descrizione
Il brano è stato scritto dalla stessa cantante con Nesli, Jacopo Èt, Francesco "Katoo" Catitti, che ne ha curato anche la produzione assieme a Zef. In un'intervista rilasciata a Radio Zeta, Marrone ha raccontato il significato del brano:

## Accoglienza
Alessandro Alicandri di TV Sorrisi e Canzoni riscontra nel brano un «nuovo equilibrio» musicale della cantante, che sceglie di «raccontarsi in modo sinceramente scanzonato e leggerissimo» attraverso «suoni concilianti e parole evocative». Alicandri inoltre trova nel testo la descrizione di due mondi: «da una parte quello opprimente del quotidiano, [...] dall'altra "il ritorno a casa" nel quale si intravedono le radici, la semplicità, le persone senza sovrastrutture». Fabio Fiume di All Music Italia assegna al brano un punteggio di 7,5 su 10, definendolo come una «nuova linfa vitale» per Marrone, «senza snaturarsi, senza stonare con la storia che ha fin qui scritto». Fiume apprezza il gancio e il bridge del brano, sottolineando che le note nell'inciso si fanno «confacenti ad una voce importante come la sua».
Mattia Marzi di Rockol definisce il brano «fresco, estivo, scanzonato» tra «contemporaneo e retrò» unendo strumenti ad arco e musica elettronica. Marzi trova nelle parole del brano «le consapevolezze e la maturità» della cantante. Gabriele Fazio dell'Agenzia Giornalistica Italia scrive che Mezzo mondo da la possibilità che «il carattere di Emma venga fuori in maniera più onesta», ritenendolo «uno dei migliori brani dell'intera discografia» della cantante. Fazio sottolinea il brano presenti «ottime intuizioni» musicali, richiamando un pop dai «colori più vivaci e, soprattutto, autentici». L'agenzia DIRE scrive che il brano rappresenta «una nuova maturità stilistica della cantante», così come Fanpage.it afferma che Marrone risulti «non scontata; [...] non ha alcuna paura di gettarsi a capofitto in un pezzo estivo» poiché «si assume la responsabilità di farsi tormentone ma con intelligenza».

## Video musicale
Il video, diretto da Asia J. Lanni e Nicola Bussei, è stato girato a Linguaglossa e reso disponibile l'8 maggio 2023 attraverso il canale YouTube della cantante.

## Tracce
Testi e musiche di Emmanuela Marrone, Francesco "Katoo" Catitti, Francesco Tarducci e Jacopo Èttore.
1. Mezzo mondo – 3:34

## Classifiche
| Classifica (2023) | Posizione massima |
| ----------------- | ----------------- |
| Italia            | 38                |